# Сандстрём, Ингвар
Ингвар Сандстрём (швед. Ingvar Sandström; род. 3 сентября 1942, Люкселе, Вестерботтен) — шведский лыжник, призёр чемпионата мира.  

## Карьера
На Олимпийских играх 1968 года в Гренобле, занял 21-е место в гонке на 30 км.
На чемпионате мира-1966 в Ослое был 4-м в гонке на 30 км и так же 4-м в эстафете.
На чемпионате мира 1970 года в Высоких Татрах завоевал бронзовую медаль в эстафетной гонке.